# 발레루프시

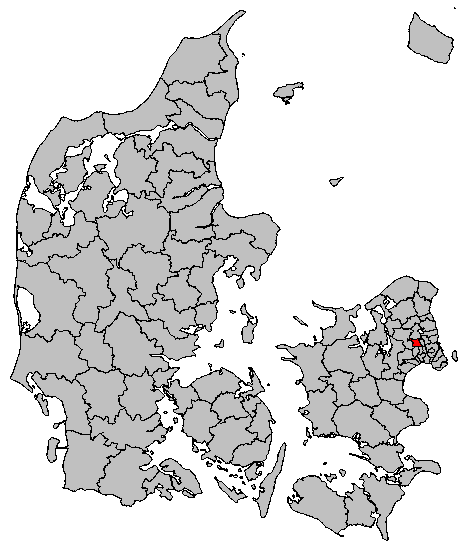
발레루프 시의 위치

발레루프시(덴마크어: Ballerup Kommune)는 덴마크 수도 지역에 위치한 지방 자치체로 행정 중심지는 발레루프이며 면적은 34.09km2, 인구는 48,514명(2014년 1월 1일 기준), 인구 밀도는 48,514명/km2이다. 셸란섬 북동부에 위치한다.